# Obdulio Ávila Mayo
Obdulio Ávila Mayo (Ayutla de los Libres, Guerrero, 17 de octubre de 1974) es un político mexicano, miembro del Partido Acción Nacional.

## Biografía

### Estudios y formación
Obdulio Ávila Mayo es licenciado en Derecho egresado de la Universidad Nacional Autónoma de México y maestro en Derecho Administrativo por la Universidad Panamericana.

## Carrera política
En 1996, encabezó al PAN en el Distrito Electoral Local XXII del Distrito Federal; de 1997 a 2000 fue suplente del diputado Julio Faesler Carlisle; de 2000 a 2003 fue secretario técnico de la Comisión de Administración Pública Local en la Asamblea Legislativa del Distrito Federal; y de 2000 a 2004 fue presidente del Comité Delegacional del PAN en Coyoacán.
En 2003, fue elegido Diputado para la Asamblea Legislativa del Distrito Federal, donde presidió la Comisión de Normatividad Legislativa y Prácticas Parlamentarias, fue Secretario de la Comisión de Administración Pública Local, e integrante de las Comisiones de Presupuesto y Cuenta Pública y Vigilancia de la Contaduría Mayor de Hacienda.
En 2006 a 2009 fue elegido diputado federal plurinominal para la LX Legislatura, en donde fue presidente de la Comisión de Desarrollo Metropolitano. En 2009, fue candidato a Jefe Delegacional de Coyoacán. El 30 de enero de 2010 fue elegido Presidente del PAN en el Distrito Federal, sucediendo a Mariana Gómez del Campo. Posteriormente, en 2011, tras el nombramiento de Alejandro Poiré como Secretario de Gobernación, Obdulio Ávila fue designado Subsecretario de Gobernación durante el mandato del presidente Felipe Calderón.
En 2012, funda el despacho Ávila Mayo Abogados. De 2015 a 2018, fue director general de Servicios Jurídicos y Gobierno durante la administración de Xóchitl Gálvez Ruiz en la delegación Miguel Hidalgo.
Fue coordinador de la campaña de Giovani Gutiérrez Aguilar para la Alcaldía de Coyoacán, en donde actualmente es director general de Gobierno y Asuntos Jurídicos para la administración 2021-2024.

Experiencia en la administración pública:
•2021- Actualidad- Director general de Gobierno y Asuntos Jurídicos en la Alcaldía Coyoacán.
•2015 - 2018- Director general de Servicios Jurídicos y Gobierno en la Delegación Miguel Hidalgo
•2011-2012 -Subsecretario de Gobierno de la Secretaría de Gobernación.

Experiencia partidista
• 2007-2014 Miembro del Comité Ejecutivo Nacional del PAN.
•2010-2013 Miembro de la Comisión Política del Comité Ejecutivo Nacional.
•2010-2012 Presidente del Comité Directivo Regional del PAN en el DF.
• 2007-2013 Miembro del Comité Directivo Regional del PAN en el DF.
• 2004-2010 Consejero Regional y Nacional.
• 2001-2004 Presidente del Comité Directivo Delegacional de Coyoacán.
• 1996 Presidente del Comité Distrital XXII del PAN en el DF.
• 1994-A la fecha. Militante del Partido Acción Nacional.
Experiencia Legislativa
•2006-2009 Diputado Federal a la LX Legislatura, presidente de la Comisión de Desarrollo Metropolitano e integrante de las comisiones del Distrito Federal, de Vigilancia de la Auditoría Superior de la Federación y de las Comisiones Especiales del Caso Isosa y Pemex.
•2003-2006 Diputado Local a la III Legislatura en la Asamblea Legislativa del D.F.,
Presidente de la Comisión de Normatividad Legislativa y Prácticas Parlamentarias, Secretario de la Comisión de Administración Pública Local, e integrante de las
Comisiones de Presupuesto y Cuenta Pública y Vigilancia de la Contaduría Mayor de Hacienda.
• 1997-2000 Diputado Federal suplente.
Experiencia electoral
• 2009 Candidato a Jefe Delegacional de Coyoacán.
• 2006 Candidato a Diputado Federal por el 23 Distrito.
•2000 Candidato a Diputado Local por el Distrito XXXV.
•1997 Candidato a Diputado Federal Suplente por el 23 Distrito.
• 1994 Representante de casilla en la sección 452 en Coyoacán.
Experiencia laboral
• 2012-2015 Fundador y socio del despacho Ávila Mayo Abogados.
•2000-2003 Secretario Técnico de la Comisión de Administración Pública Local en la Asamblea Legislativa del D.F., lI
Legislatura.
• 1997-2000 Coordinador del Módulo de Atención, Orientación y Quejas Ciudadanas en la Asamblea Legislativa del DF.
•1992-1997 Pasante en diversos despachos de abogados.
Experiencia docente
•2014- A la fecha. Profesor de la Facultad de Derecho de la Universidad Nacional Autónoma de México.